# Tom Irwin
Tom Irwin (Peoria (Illinois), 1 juni 1956) is een Amerikaans acteur.

## Biografie
Irwin heeft gestudeerd aan de Illinois State University in Normal (Illinois). Hierna nam hij deel aan een theaterbedrijf genaamd Steppenwolf Theatre Company in Chicago, hier geeft hij nu ook les in acteren aan studenten. Naast het acteren voor televisie is hij ook actief in het theater, zo speelde hij eenmaal op Broadway. In 1995 speelde hij de rol van Jack in het toneelstuk My Thing Of Love.

## Filmografie

### Films
Uitgezonderd korte films.
- 2022 Amsterdam - als mr. Belport
- 2018 On the Basis of Seks - als Greene
- 2012 Least Among Saints - als dr. Joseph Hunter
- 2011 The Bling Ring – als rechercheur Archie Fishman
- 2010 Privileged – als mr. Carrington
- 2009 TiMER – als Paul Depaul
- 2008 Marley & Me – als dr. Sherman
- 2008 Danny Fricke – als Gary Stockwell
- 2003 Exposed – als Erik Parsons
- 2003 21 Grams – als dr. Jones
- 2001 Snow White – als John
- 2000 The Sandy Bottom Orchestra – als Norman Green
- 1999 The Haunting – als Lou
- 1999 The Sky's on Fire – als dr. Aaron Schiffren
- 1999 God's New Plan – als Brian Young
- 1998 The Girl Next Door – als Craig Mitchell
- 1998 When Husbands Cheat – als Craig McCall
- 1998 In Quiet Night – als dr. Leonard Wolcott
- 1996 Holiday Affair – als Paul Davis
- 1996 A Step Toward Tomorrow – als dr. Decker
- 1996 My Very Best Friend – als Alex
- 1996 Innocebnt Victims – als Jerry Beaver
- 1994 Without Consent – als Robert Mills
- 1993 Nurses on the Line: The Crash of Flight 7 – als Eddie
- 1993 Mr. Jones – als dr. Patrick Shaye
- 1993 Country Estates – als Sam Reed
- 1992 Ladykiller – als Vinnie
- 1991 Deceived – als Harvey
- 1990 To My Daughter – als Mark Sheridan
- 1990 In the Best Interest of the Child – als Frank
- 1990 Men Don't Leave – als Gary
- 1988 Midnight Run – als FBI agent Perry
- 1987 Light of Day – als Ansley
- 1986 Vital Signs – als dokter

### Televisieseries
Uitgezonderd eenmalige gastrollen.
- 2019 - 2023 The Morning Show - als Fred Micklen - 17 afl.
- 2022 Five Days at Memorial - als Walker Shaw - 2 afl.
- 2013 - 2016 Devious Maids – als Adrian Powell – 49 afl.
- 2014 - 2015 Chasing Life - als Thomas Carver - 3 afl.
- 2010 - 2011 Grey's Anatomy – als Marty Hancock – 3 afl.
- 2007 – 2010 Saving Grace – als John Hanadarko – 19 afl.
- 2009 Lost – als Dan Norton – 2 afl.
- 2005 – 2006 Related – als Joe Sorelli – 13 afl.
- 2003 Without a Trace – als Barry Mashburn – 2 afl.
- 1994 – 1995 My So-Called Life – als Graham Chase – 19 afl.
- 1991 My Life and Times – als Ben Miller – 6 afl.

- International Standard Name Identifier: 0000 0000 4584 4662
- Library of Congress Control Number: no99015159
- SNAC: w6gz26df
- Virtual International Authority File: 24229566
- WorldCat: E39PBJxd3Fr4kXkjVXcJtGGGpP